# Orgullo LGBT en Chile
El Orgullo LGBT en Chile se celebra de forma anual en distintas ciudades del país con una serie de eventos, festivales y marchas que buscan reivindicar y defender los derechos de las personas pertenecientes a la diversidad sexual. Estas celebraciones, que en su mayoría se engloban durante el mes de junio, suelen desarrollarse en un ambiente festivo en que sus participantes asisten llevando ropa colorida, máscaras y las diversas banderas representativas de la comunidad LGBT+. Como parte de las marchas, es además común la presencia de carrozas alegóricas.
Tienen como sus principales objetivos crear conciencia en la ciudadanía sobre la diversidad sexual, brindar apoyo al colectivo LGBT chileno, tanto por parte de la propia comunidad lésbica, gay, bisexual y transexual, como también por parte de los heteroaliados que los acompañan, haciendo un petitorio por la igualdad de derechos, incluyendo el matrimonio entre personas del mismo sexo y la adopción homoparental, incentivar a una sexualidad responsable previniendo las enfermedades de transmisión sexual, luchar contra la homofobia y todo tipo de discriminación sobre la base de la orientación sexual e identidad de género, logrando una mayor aceptación y tolerancia a la homosexualidad en Chile.
Estos eventos suelen ser convocados por organizaciones como el Movilh, Movimiento por la Diversidad Sexual, AccionGay (Corporación Chilena de Prevención del Sida) y Fundación Iguales, contando con el apoyo y la participación de distintas organizaciones de activismo en favor de las minorías y los derechos humanos, convocando cada año a miles de manifestantes a lo largo y ancho del país.

## Marchas del orgullo
| Ciudad         | Primera edición | Concurrencia máxima | Mapa |
| -------------- | --------------- | ------------------- | ---- |
| Santiago       | 1999            | 180 000             |      |
| Concepción     | 2005            |                     |      |
| Talca          | 2005            |                     |      |
| La Serena      | 2006            | 15 000              |      |
| Temuco         | 2006            |                     |      |
| Valparaíso     | 2007            |                     |      |
| Chillán        | 2007            |                     |      |
| Calama         | 2008            |                     |      |
| Puerto Montt   | 2008            |                     |      |
| Coquimbo       | 2010            |                     |      |
| Iquique        | 2010            |                     |      |
| Antofagasta    | 2011            |                     |      |
| Copiapó        | 2011            |                     |      |
| Osorno         | 2011            |                     |      |
| Arica          | 2012            |                     |      |
| Vallenar       | 2012            |                     |      |
| Valdivia       | 2012            |                     |      |
| Castro         | 2013            |                     |      |
| Los Ángeles    | 2013            |                     |      |
| Rancagua       | 2013            |                     |      |
| Viña del Mar   | 2014            |                     |      |
| Caldera        | 2017            |                     |      |
| Punta Arenas   | 2017            |                     |      |
| Quellón        | 2017            |                     |      |
| Coyhaique      | 2018            |                     |      |
| Puerto Natales | 2019            |                     |      |
| San Fernando   | 2021            |                     |      |
| Los Vilos      | 2022            |                     |      |
| Ovalle         | 2022            |                     |      |
| San Antonio    | 2022            |                     |      |
| Andacollo      | 2024            |                     |      |
| Illapel        | 2024            |                     |      |
| Tocopilla      | 2024            |                     |      |
| Puerto Varas   | 2025            |                     |      |

### Zona norte

#### La Serena y Coquimbo
El 28 de junio de 2006 se realizó la primera marcha LGBT de La Serena, organizada por la Agrupación de Amigos y Familiares de la Comunidad Gay (AFAG). Posteriormente, el 17 de agosto del mismo año la AFAG obtuvo su personalidad jurídica, convirtiéndose en la primera agrupación LGBT de la Región de Coquimbo.
Por su parte, en la vecina ciudad de Coquimbo la primera marcha del orgullo LGBT se desarrolló el 29 de octubre de 2010. La actividad estuvo a cargo del Grupo Social Minoría Sexual —creado el 21 de septiembre del mismo año— y se desplazó por la calle Aldunate desde la estación Empalme hasta la Plaza de Armas, en donde se desarrolló un show artístico que reunió a cerca de 2000 personas.

#### Otras ciudades
En Calama la primera marcha del orgullo LGBT se realizó el 27 de junio de 2008, organizada por la Agrupación de Derechos de Minorías Sexuales de Calama (Ademiseca).
En la ciudad de Iquique se llevó a cabo el 23 de octubre de 2010 la primera marcha del orgullo, organizada por la Falange de la Diversidad Sexual (Fadise), agrupación creada 23 de agosto del mismo año.
En Antofagasta la primera marcha del orgullo se realizó el 25 de junio de 2011, mientras que en Copiapó la primera marcha se realizó el 8 de octubre del mismo año.

### Zona centro

#### Valparaíso y Viña del Mar
La filial del Movilh en Valparaíso convocó a la denominada «primera marcha del orgullo gay en la región» que se realizó el 6 de julio de 2019, lo cual generó controversia y rechazo por parte de otras organizaciones LGBT (principalmente Acción Gay), las cuales declaraban que esta se venía realizando desde el año 2007 en memoria a las víctimas del incendio de la discoteca Divine ocurrido el 4 de septiembre de 1993; el Movilh respondió a las críticas diciendo que esta marcha realizada en junio conmemoraba los disturbios de Stonewall y no el incendio de Divine.
El 6 de septiembre de 2014 se realizó la primera marcha por los derechos de la diversidad sexual en la vecina ciudad de Viña del Mar.

#### Santiago
La primera marcha del orgullo en Santiago de Chile se llevó a cabo el 27 de junio de 1999, bajo el nombre de «Marcha por la No discriminación»; luego con los años se extendió a las ciudades de Concepción y Valparaíso. La primera versión de la marcha reunió a alrededor de 600 personas.
El 29 de septiembre de 2012 se realizó la XIII versión de la marcha con la más alta convocatoria hasta dicha fecha, tras el asesinato del joven gay Daniel Zamudio, que provocó conmoción a nivel internacional y que derivó en la promulgación de la Ley de Antidiscriminación por el gobierno de Sebastián Piñera.
Debido a la pandemia de COVID-19, en 2020 se realizó por primera vez la Marcha del Orgullo en Chile de manera virtual, mediante presentaciones en video a través del canal de YouTube del Movilh. Al año siguiente, la agrupación anunció el 8 de octubre que la Marcha del Orgullo se realizaría nuevamente de manera presencial el 13 de noviembre en la Plaza Baquedano.
La Marcha del Orgullo de 2022 se llevó a cabo el 25 de junio, organizada por primera vez en conjunto entre el Movilh y la Fundación Iguales. Durante los preparativos del evento los organizadores señalaron que ninguna entidad con fines de lucro podrá promocionar su marca, indicando que «es una marcha social reivindicativa y no un evento comercial». Además, desde dicho año en la marcha existe un Bloque Contrahegemónico.

#### Otras ciudades
La primera manifestación LGBT en Talca se realizó el 7 de octubre de 2005, organizada por Traves Talca, la Casa del Pueblo del Partido Comunista de Chile y Amnistía Internacional, reuniendo a 100 personas que marcharon desde la calle 10 Oriente hasta la Plaza de Armas.
El 24 de junio de 2021 en San Fernando, Región de O'Higgins, una marcha fue convocada por una organización independiente llamada «Rebeldía, Resistencia, Amor» (R.R.A.) la cual está presente en dicha ciudad y en Viña del Mar.
En San Antonio, la Municipalidad de dicha comuna organizó la primera Marcha del Orgullo el 18 de junio de 2022.

### Zona sur

#### Concepción
En la capital de la Región del Biobío la primera marcha del orgullo LGBT se llevó a cabo el 22 de junio de 2013, organizada por la coordinación regional de Fundación Iguales. Desde allí se ha realizado año a año, suspendiéndose solo producto de la pandemia de COVID-19 en 2020 y 2021.
En 2015, coincidiendo con el surgimiento de coordinaciones regionales del MUMS y el Movilh, la marcha se organizó por primera vez en la ciudad por estas organizaciones, en conjunto a Iguales y a OTD Chile, que ya tenían presencia en la ciudad desde antes. Se realizó el 27 de junio y convocó a más de mil personas. En la edición de 2016, realizada el 19 de junio, se reunieron más de 800 personas en un recorrido que se inició en la Plaza Perú y finalizó en la Plaza de los Tribunales.

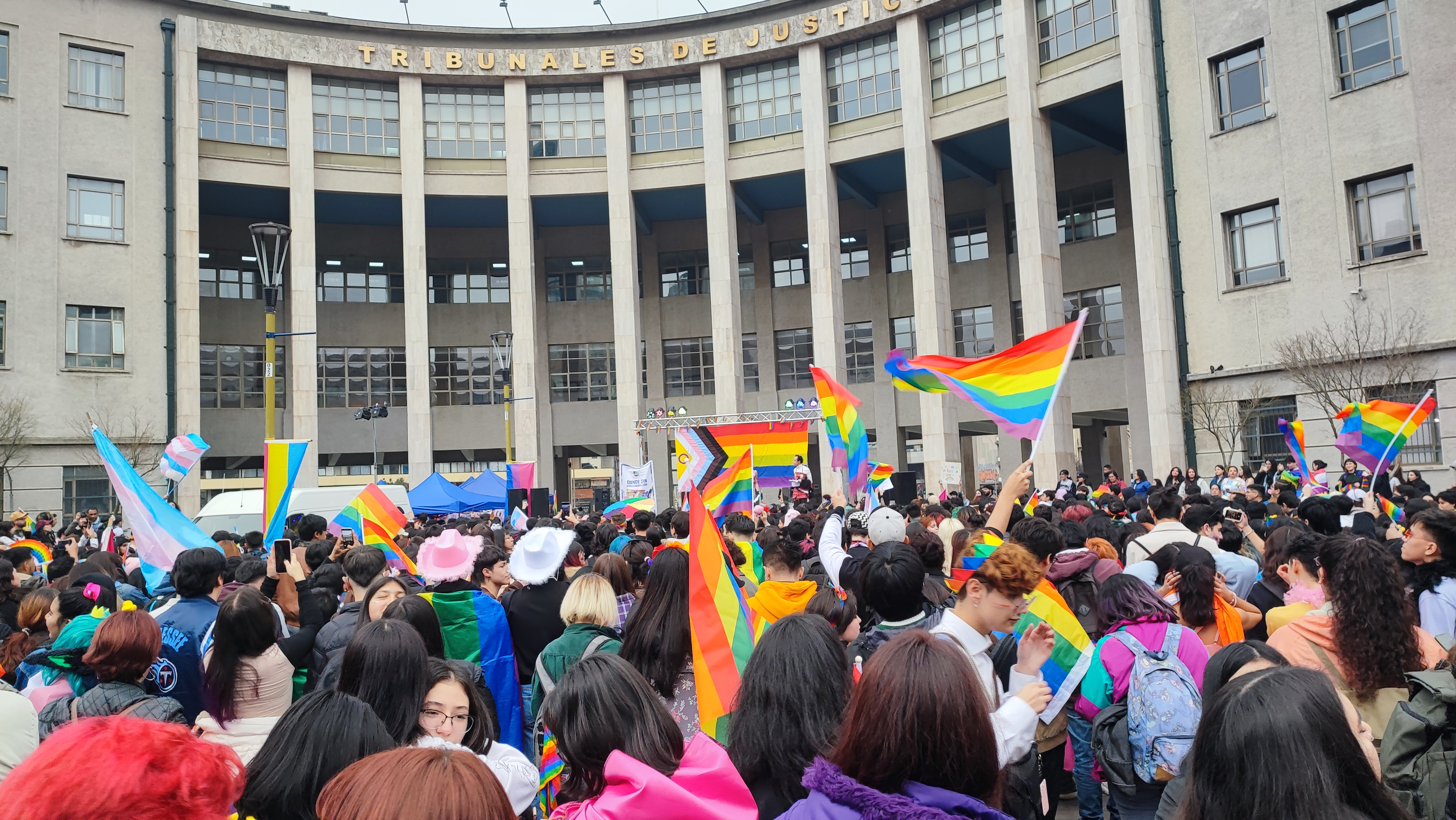
Acto de cierre de la Marcha del Orgullo LGBT en Concepción del año 2023, realizado en la Plaza René Schneider, a un costado del Palacio de Tribunales.

La Marcha del Orgullo en Concepción del 22 de junio de 2019 se realizó en conjunto entre la Fundación Iguales, Movilh y Todo Mejora, reuniendo más de 2000 asistentes. Desde 2022 la Marcha del Orgullo en Concepción se realiza por organizaciones locales (entre estas Todes ONG, Colectiva Transforma, entre otros) en conjunto con la Oficina de Diversidad y No Discriminación de la Municipalidad de Concepción; la marcha de dicho año, realizada el 25 de junio, convocó a miles de personas.
En 2023 la marcha se realizó el 1 de julio, a diferencia de la convocatoria en Santiago, debido al temporal que afectó la zona el fin de semana del 24 de junio.

#### Puerto Montt
La primera marcha del orgullo realizada en la ciudad de Puerto Montt se llevó a cabo en junio de 2008, organizada por una agrupación local llamada «Movimiento de Minorías Sexuales» (Misex). Con el pasar de los años, esta marcha iría recibiendo cada vez más apoyo y simpatizantes, lo cual llevaría a que la filial del Movilh en la Región de Los Lagos se uniese a la organización de dicho evento, el cual llegaría a los 1000 asistentes en 2016.
El 2 de julio de 2011 se realizó también una marcha de la diversidad sexual denominada «Viva la Diversidad», que finalizó con un acto en las cercanías de la Plaza de Armas de la ciudad y fue organizada por la agrupación Mogaleth.

#### Otras ciudades
El 27 de septiembre de 2008 se realizó la primera Marcha del Orgullo en Chillán organizada por el Centro Cultural Frida Kahlo. El 30 de junio de 2018 se realizó nuevamente marcha del orgullo, convocando a más de 100 personas; dicha manifestación fue organizada por el ex-club homosexual Frida Kahlo (actual Casa Azul F.K. Laura Bell) con colaboración del Movilh.
En 2011 debutó la marcha del orgullo en Osorno el 8 de julio. El 23 de junio de 2012, Valdiversa convocó a la primera «Marcha de los paraguas de colores por la diversidad sexual» que se inició en la plaza Simón Bolívar y caminó hasta la Plaza de la República.
El 28 de junio de 2022, se realiza la primera marcha en Panguipulli, con gente del Centro Consultor de Jóvenes Panguipulli y centros de alumnnos de la ciudad, como Liceo Altamira, Fernando Santivan, y Padre sigisfred, y apoyo del gobierno local y del gobierno regional. se volvió a repetir en 2023
El 6 de julio de 2013 se realizó la primera de estas marchas en Castro, mientras que en 2017 se realizaron las primeras convocatorias en Punta Arenas y Quellón (1 y 9 de julio, respectivamente).
En la Región de Aysén las primeras marchas del orgullo ocurrieron en Coyhaique el 9 de junio de 2018 y en Puerto Natales el 22 de junio de 2019.